# Symmetrieminute

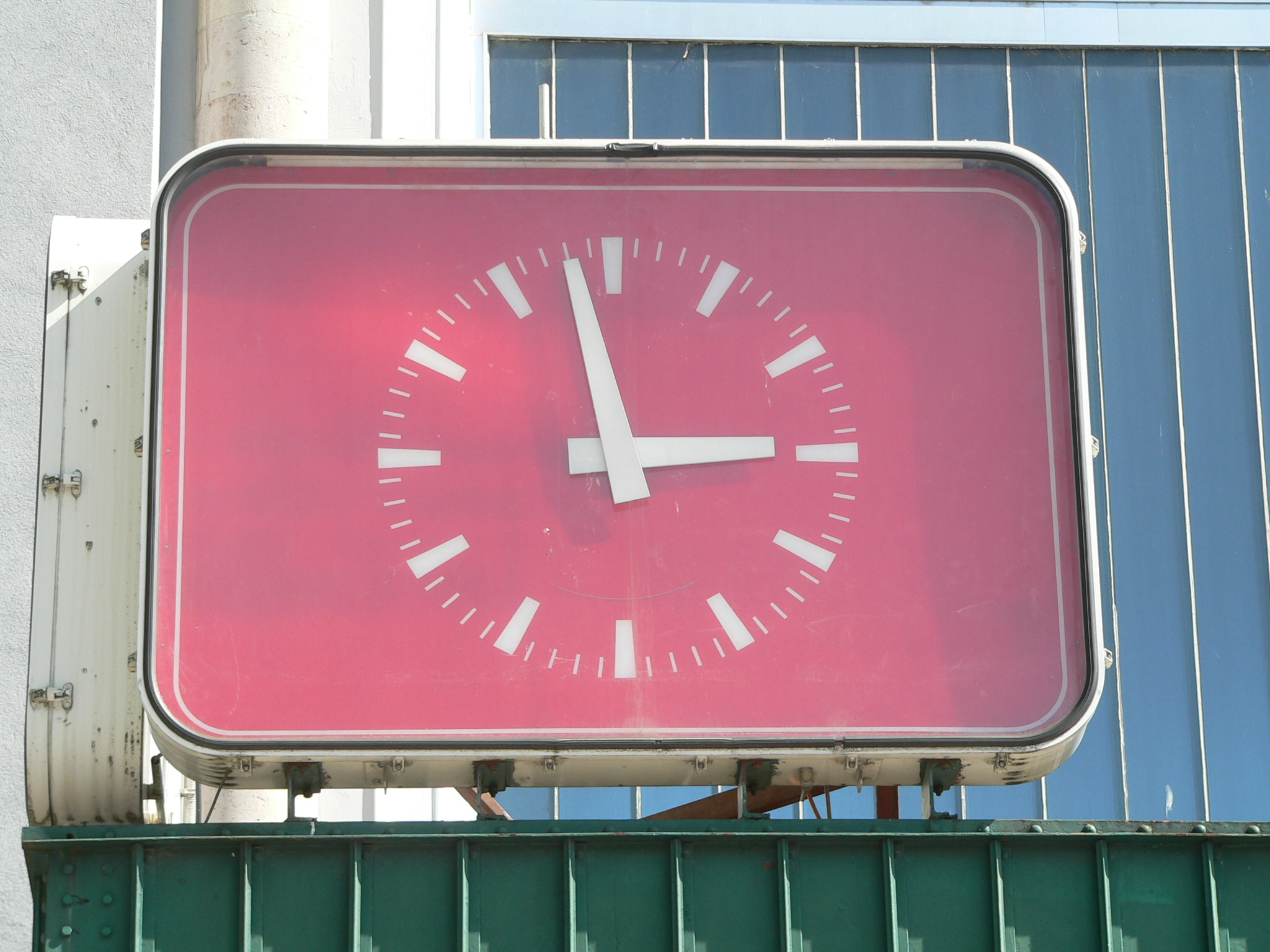
Kurz vor jeder vollen Stunde ist Zugkreuzung (Begegnung) auf vielen Bahnlinien in Mitteleuropa mit Taktfahrplan

Die Symmetrieminute ist eine charakteristische Kennzahl in Taktfahrplänen des öffentlichen Personenverkehrs in Europa. Zu diesem Zeitpunkt begegnet eine Fahrt in einem Taktfahrplan dem Gegenverkehr der gleichen Linie. Umsteigezeiten zwischen Linien mit identischen Symmetrieminuten sind stets in beiden Richtungen gleich.
Die übliche Symmetrieminute in den Taktfahrplänen Mitteleuropas liegt etwa zwei Minuten vor der vollen, halben oder Viertelstunde. Typischerweise kommt das Verkehrsmittel etwa zwei Minuten vor der Taktzeit an. Anschlüsse in Knotenpunkten starten üblicherweise einige Minuten später, meist unmittelbar nach der vollen oder halben Stunde.

## Einführung

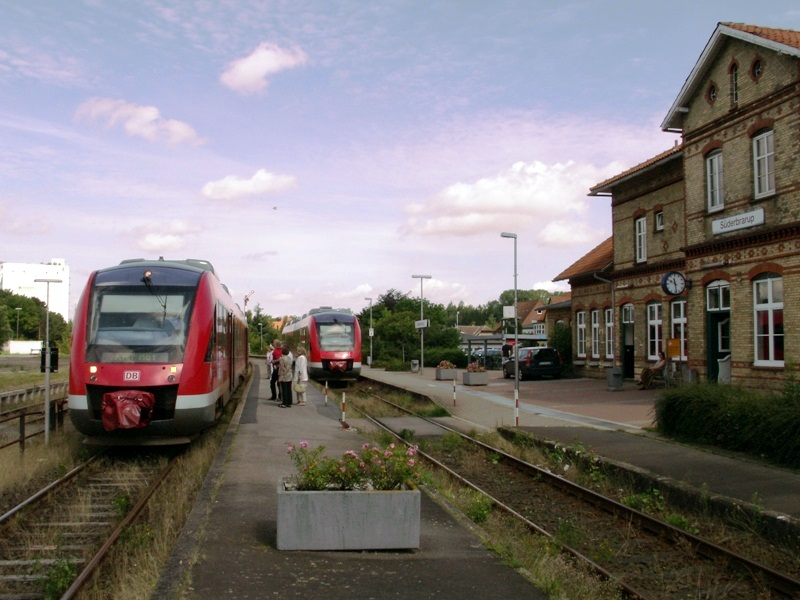
Zugkreuzung in Süderbrarup auf der Bahnstrecke Kiel–Flensburg zur Minute 28/29 (Stundentakt)

Verkehrt in einem Taktfahrplan die gleiche Anzahl Züge (oder andere Fahrzeuge) in beide Richtungen, mit den gleichen Fahr- und Umsteigezeiten und mit der gleichen Fahrordnung, so ist dieser Fahrplan vollkommen symmetrisch. Die Züge der Hin- und Rückrichtung begegnen sich stets im halben Taktabstand an gleichbleibenden Stellen auf der gegebenen Strecke.
An jeder Symmetriezeit ist der Fahrplan von Richtung und Gegenrichtung „gespiegelt“. An den Linienendpunkten fällt die Mitte der Wendezeit mit der Symmetrieminute zusammen. Der zeitliche Abstand zwischen zwei aufeinanderfolgend auftretenden Symmetriezeiten (einer ausreichend langen Strecke) ist gleich der halben Taktzeit. Bei einem Stundentakt kommt es alle 30 Minuten zu einer Kreuzung mit den Zügen der gleichen Linie. Bei einem Taktabstand von zwei Stunden gibt es jede Stunde eine Symmetriezeit.
Folgende Tabelle dient der einfachen Ablesung der Abfahrtszeit der Gegenrichtung bei Stundentakt. Hierbei ist die in Mitteleuropa weitaus am häufigsten anzutreffende Symmetrieminute 58½ zugrunde gelegt. Für kürzere Takte können die weiteren Abfahrtszeiten davon ausgehend berechnet werden. In der letzten Zeile sind die Takte zu den jeweiligen Begegnungszeiten angegeben.
| Ankunft Hinfahrt Minute     | 58½ | 00 | 03 | 06 | 09 | 12 | 13½ | 15 | 18 | 21 | 24 | 27 | 28½ | ↰ |
| Abfahrt Rückfahrt Minute    | 58½ | 57 | 54 | 51 | 48 | 45 | 43½ | 42 | 39 | 36 | 33 | 30 | 28½ | ↲ |
| Begegnung bei ...-Min.-Takt | 120 |    |    | 15 |    |    | 30  |    |    | 15 |    |    | 60  |   |

Da 15-Minuten-Takte selten anzutreffen sind, tauchen die gelb unterlegten Begegnungen nicht häufig auf, jedoch beispielsweise auf der Lokalbahn Wien–Baden, auf der Trogenerbahn und auf der Überlandstraßenbahn von Liberec nach Jablonec nad Nisou. Auch die S-Bahn Rhein-Main hat einen Grundtakt von 15 Minuten.

Netz im Stundentakt mit Nullsymmetrie

Prinzipiell kann eine Kreuzung zu jedem Zeitpunkt festgelegt werden. Um jedoch am Übergang zwischen zwei Netzen oder Linien wiederum eine symmetrische Anschlussbeziehung erstellen zu können, legt man zweckmäßigerweise einheitliche Symmetrieminuten fest. In Abstimmung mit den Fernverkehrstaktsystemen der ÖBB und SBB empfiehlt die Forschungsgesellschaft für Straßen- und Verkehrswesen für Deutschland hierbei die Minute 58, sodass sich bei vierminütiger Umsteigezeit eine Abfahrt zur Minute 0 ergibt. Mittlerweile hat sich bei den meisten Eisenbahnen in Mitteleuropa und einigen weiteren Verkehrsbetrieben die Symmetrieminute 58½ etabliert, bei der sich die Abfahrtsminute 0 mit dreiminütiger Haltezeit ergibt. Entsprechend der Symmetrie ergeben sich daraus für kürzere Takte weitere Symmetrieminuten, die um die halbe Taktzeit verschoben sind. Also bei Stundentakt die Minute 28½, bei 30-Minuten-Takten die Minuten 58½, 13½, 28½ und 43½ usw.

## Grundlagen
Bei einem n-Minuten-Takt ereignen sich auf einer ausreichend langen Strecke {\displaystyle {\tfrac {120}{n}}} Symmetrieknoten je Stunde, das sind die Zeitpunkte, zu denen sich zwei Fahrten derselben Linie begegnen. Bei stündlichen Fahrten gibt es bspw. zwei Symmetrieminuten je Stunde, an einem je alternierenden Ort auftretend, so dass die Begegnungen an einem Ort logischerweise dem Takt entsprechen.
Allgemein ergibt sich eine Symmetrieminute {\displaystyle t_{\mathrm {sym} }} auf einer Linie aus
{\displaystyle t_{\mathrm {sym} }={\frac {t_{\mathrm {an} }+t_{\mathrm {ab} }}{2}}}
mit der Ankunftszeit {\displaystyle t_{\mathrm {an} }} in der Hin- und der Abfahrtszeit {\displaystyle t_{\mathrm {ab} }} der Rückfahrt an einer beliebigen Haltestelle (oder den entsprechenden Durchfahrtzeiten an einem beliebigen Ort). Bei einem Stundentakt gibt es eine weitere Symmetrieminute um 30 Minuten zu dieser versetzt, bei einem noch dichteren Takt gibt es weitere Symmetrieminuten, die jeweils {\displaystyle {\tfrac {n}{2}}} auseinanderliegen.
Ein Symmetrieknoten muss nicht zwingend in einem Bahnhof liegen, wo Reisende ein- oder aussteigen, sondern kann auch zwischen solchen Stationen liegen. Auf eingleisigen Strecken muss allerdings hier eine Ausweichmöglichkeit vorhanden sein, was den Gestaltungsspielraum einengt.
Ein Fahrgast kann durch die Kenntnis der Symmetrieminute bei bekannter Ankunftsminute in einem regelmäßigen Taktfahrplan sofort die Abfahrtsminute in der Gegenrichtung näherungsweise ermitteln.
Die Symmetrieminute ist auch für Umsteigeverbindungen wichtig: Bei einer Reise von einem Ort A an einer bestimmten Strecke nach einem Ort B an einer anderen Strecke und zurück ist die Umsteigezeit auch in der Gegenrichtung nur dann die gleiche, wenn beide Strecken die gleiche Symmetriezeit aufweisen. Bei verschiedenen Symmetriezeiten gilt, dass die Differenz der Umsteigezeiten von Richtung und Gegenrichtung stets das Doppelte der Differenz der Symmetriezeiten beträgt.
Die Wartezeit der Verkehrsmittel an den Kreuzungspunkten kann verschieden sein. Bei einer Kreuzung unterschiedlicher Zuggattungen wartet beispielsweise eine Regionalbahn, bis der schnellere Zug, den es zu der Zeit in Gegenrichtung wegen eines anderen Taktes nicht gibt, vorbeigefahren ist. Genauso kann auch die Geschwindigkeit in verschiedenen Richtungen unterschiedlich sein (siehe Beispiel). Beides ergibt Abweichungen vom symmetrischen Verlauf.

### 2-Stunden-Takt
In Mannheim werden z. B. beim Taktknoten zur halben Stunde die zweistündlich verkehrenden ICE-Linien 11 und 12 mit den Linien 42 und 43 stündlich getauscht, und zwar in der Weise, dass sich Züge der gleichen Linie auf ihrem jeweiligen Laufweg stets kurz vor der vollen Stunde begegnen. In Mannheim begegnen sich also immer Züge verschiedener ICE-Linien.
Bei einem 2-Stunden-Takt ergeben sich Abfahrtszeiten zu unterschiedlichen Stundenzahlen je Richtung. Bei einer Ankunft in einer Richtung zur geraden Stunde (z. B. 14:40) erfolgt die Abfahrt der Gegenrichtung stets zur ungeraden Stunde (z. B. 15:17) und umgekehrt (In den Beispielen wurde wieder von der Symmetrieminute 58½ ausgegangen). Eine Taktverschiebung einer Fahrtrichtung um eine Stunde ergibt für beide Richtungen Abfahrtsstunden zur gleichen geraden oder ungeraden Stunde. Ausnahme bleiben in diesem Falle Abfahrten zur (ca.) vollen Stunde.
In einigen Regionen, beispielsweise Brandenburg, wird diese Taktverschiebung beim 2-Stunden-Takt öfter angewendet. Beispiele sind auch die EVB auf der Bahnstrecke Bremerhaven–Buxtehude und die Rügensche Bäderbahn (mit einer vom üblichen stark abweichenden Symmetrieminute). Wenn dies nicht netzweit geschieht, führt dies zu unterschiedlichen Anschlüssen in Richtung und Gegenrichtung. So hat man sonntags in Bremerhaven einen direkten Anschluss von Bremervörde nach Cuxhaven, muss aber in Gegenrichtung über eine Stunde warten.
Die Bildung von Umlaufverbünden kann betriebliche Vorteile bieten, da sich je nach Fahrzeit auf den Strecken und Takt lange Wartezeiten der Fahrzeuge an den Enden ergeben. Enden dort mehrere Linien, die in einem sich „abwechselnden“ Takt fahren, können die ankommenden Fahrzeuge der einen direkt auf der anderen weiterfahren; man spart Fahrzeuge, ohne das Angebot zu verschlechtern.

## Symmetriedefekt
Die Abweichung der Kreuzungsminute einer einzelnen Linie zur Symmetrieminute des Netzes nennt man Symmetriedefekt. Dieser berechnet sich aus der Formel
{\displaystyle 2\cdot s-2\cdot d\leq T_{i}+T_{j}-z_{a}\cdot t_{T}\leq 2\cdot s+2\cdot d}
mit
{\displaystyle d\to min}
{\displaystyle z_{a}\in \mathbb {Z} }
{\displaystyle d_{a}} := Symmetriedefekt
{\displaystyle s} := Symmetrieminute
{\displaystyle T_{i}} := Ankunft Hinrichtung
{\displaystyle T_{j}} := Abfahrt Gegenrichtung
{\displaystyle t_{T}} := Taktzeit

### Beispiel
Eine Linie verkehrt in einem Netz mit der Symmetrieminute 58½ im 60-Minuten-Takt. Eine Richtung kommt zur Minute 55 an, die Gegenrichtung fährt zur Minute 58 ab. Die Formel lautet entsprechend:
{\displaystyle 2\cdot 58,5-2\cdot d_{a}\leq 55+58-z_{a}\cdot 60\leq 2\cdot 58,5+2\cdot d_{a}}
{\displaystyle 117-2\cdot d_{a}\leq 113-z_{a}\cdot 60\leq 117+2\cdot d_{a}}
mit {\displaystyle z_{a}=0} ergibt sich {\displaystyle d_{a}=2}.
Die Kreuzung der Linie zur Minute 56,5 liegt also 2 Minuten von der Symmetrieminute des Netzes entfernt.

## Praxisbeispiele

### Schweiz
Der ursprüngliche Plan für einen Taktverkehr in der Schweiz aus dem Jahre 1972 sah eine Symmetrieminute 10 vor.
Entgegen der früheren Vereinbarung mit den Nachbarbahnen DB und ÖBB wird heute in der Schweiz oft die Symmetrieminute 0 verwendet. So verkehren im Fahrplanjahr 2014 die Fernverkehrslinien vom Bahnhof Basel SBB, vom Bahnhof Zürich HB aus in Richtung Westen, Süden und Südosten, vom Bahnhof Bern aus in Richtung Norden und Süden alle Linien fast ausnahmslos mit exakt dieser Symmetriezeit. Die nicht exakt zu dieser Symmetriezeit verkehrenden Linien bewegen sich dabei im Bereich von ±0,5 Minuten zu dieser.

### Niederlande, Belgien, Tschechien
Die Nederlandse Spoorwegen hatte schon lange vor dem 10. Dezember 2006 einen Taktfahrplan – die Anfänge reichen bis 1934 zurück. Unter dem Namen Spoorslag ’70 wurde 1970/71 ein Taktfahrplan mit einer von der heutigen Praxis bei anderen europäischen Bahnen stark abweichenden Symmetriezeit zur Minute 16 bzw. 46 eingeführt.
Mit dem Jahresfahrplan 2007 führte die Nederlandse Spoorwegen eine Symmetriezeit zur Minute 00/30 ein. Diese Regelung besteht auch in der belgischen Knooppuntdienstregeling (Knotenpunktfahrplan).
In Tschechien basiert der landesweite Taktfahrplan auf der im deutschsprachigen Raum vereinbarten Symmetrieminute. Dagegen liegt die Symmetriezeit in einigen anderen europäischen Ländern genau zur vollen Stunde.

### Beispiel Mettmann

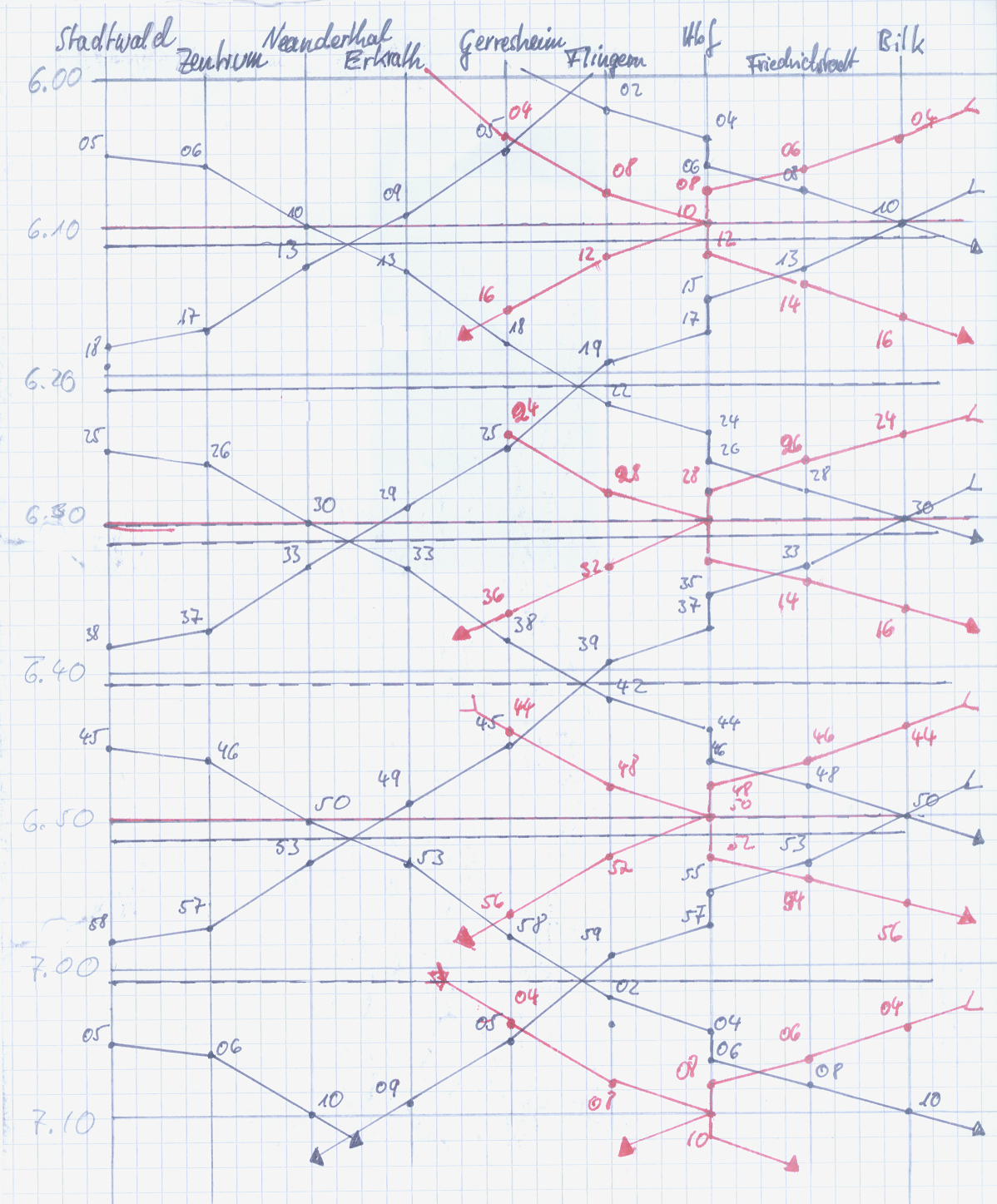
S8 (rot) und S28 (schwarz) des VRR zwischen Mettmann und Düsseldorf. Rechts weiter nach Mönchengladbach (S8) und Kaarst (S28), links nach Wuppertal (S8)

Man betrachte nebenstehenden Bildfahrplan für die Bahnstrecke KBS 450.28 zwischen Mettmann-Stadtwald und Düsseldorf-Bilk, auf der die S28 von Mettmann nach Kaarst verkehrt. Ab Düsseldorf-Gerresheim fährt auf dieser Strecke unter KBS 450.8 auch die S8 von Wuppertal nach Mönchengladbach. Dem Plan lässt sich folgendes entnehmen:
- Beide Linien verkehren in einem 20-Minuten-Takt.
- Die S8 begegnet sich selbst um 10, 30 und 50 in Düsseldorf Hbf; weitere, nicht eingezeichnete Begegnungen müssen um 0, 20 und 40 stattfinden, um auf sechs Symmetrieknoten zu kommen. Diese Begegnungen lassen nach dem Diagramm sich auch erahnen. Eine naheliegende Symmetrieminute ist also 0.
- Die S28 begegnet sich selbst um 10, 30 und 50 in Bilk. Die Begegnungen zwischen Gerresheim und Flingern finden nicht wie erwartet um 0, 20 und 40, sondern ½′ später statt. Grund ist folgender: Eine pünktliche Begegnung fände nach dem Plan in Gerresheim statt. Dort ist die Strecke für die S28 aber nur eingleisig befahrbar.[10] Das wirkt sich auch auf die Begegnung zwischen Neanderthal und Erkrath aus, die ebenfalls nicht pünktlich stattfindet.
- In Bilk, wo beide Linien dieselbe Symmetrieminute 0 haben, sind die Umsteigezeiten für beide Fahrtrichtungen gleich: 6′ für Mettmann–Mönchengladbach und 14′ für Wuppertal–Kaarst. In Gerresheim, wo die Symmetrieminuten nicht mehr übereinstimmen, sind die Umsteigezeiten für verschiedene Richtungen nicht mehr gleich, bspw. 18′ von Mettmann nach Wuppertal, aber nur 1′ von Wuppertal nach Mettmann.

### Anschlüsse am Beispiel Bielefeld
| NWB 75577                        | KBS 402       | NWB 75564 | NWB 75425 | KBS 403        | NWB 75424 |
| -------------------------------- | ------------- | --------- | --------- | -------------- | --------- |
| 9:55                             | Bielefeld Hbf | 9:51      | 9:39      | Bielefeld Hbf  | 10:16     |
| 10:04                            | Brackwede     | 9:46      | 9:44      | Brackwede      | 10:11     |
| 10:06                            | Kupferheide   | 9:42      | 9:48      | Senne          | 10:04     |
| 10:13                            | Quelle        | 9:40      | 9:51      | Windelsbleiche | 10:03     |
| 10:16                            | Steinhagen    | 9:36      | 9:55      | Sennestadt     | 10:00     |
| Stundentakt, Kursbuchauszug 2012 |               |           |           |                |           |

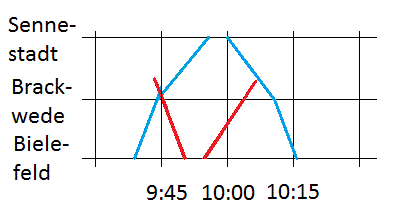
Bildfahrplan der Züge NWB 75577 und NWB 75564 (rot) sowie NWB 75425 und NWB 75424 (blau)

Man betrachte die eingleisigen Nebenbahnen Paderborn–Bielefeld und Osnabrück–Bielefeld. Am Bahnhof Bielefeld-Brackwede können wegen der zu kurzen Entfernung zum Kreuzungspunkt bei Sennestadt die Anschlüsse nicht erreicht werden. Es entstehen Wartezeiten von knapp einer Stunde. Aus dem nebenstehenden Bildfahrplan lässt sich genau dies ablesen:
- Die beiden Linien haben verschiedene Symmetrieminuten. Für die über Sennestadt fahrende Linie liegt die Symmetrieminute bei 57½, für die über Steinhagen verkehrende Linie bei 53. Daraus folgt, dass die Umsteigezeiten in die verschiedenen Richtungen nicht gleich sind; im Bildfahrplan lässt sich das gut sehen.
- Beide Zugpaare schneiden sich im Diagramm knapp über Brackwede. Dort umsteigende Fahrgäste von NWB 75564 Sennestadt (erstes Linienpaar) und von NWB 75424 nach Steinhagen (zweites Linienpaar) müssen fast eine Stunde auf den nächsten Zug warten, da NWB 75425 bzw. NWB 75577 gerade abgefahren sind. Aus Richtung Bielefeld wäre der Anschluss zwar gut; leider beginnen dort beide Züge, sodass in Brackwede keine Fahrgäste aus Bielefeld umsteigen werden.

Lange Wartezeiten an einem Umsteigeknoten können Anschlussverluste an nachfolgenden Knotenbahnhöfen zur Folge haben. Zur Verbesserung der Anschlusszeiten können die Symmetriepunkte einzelner Linien verschoben werden, meistens geht das bei eingleisigen Strecken jedoch nicht. Eine andere Möglichkeit ist die Berücksichtigung der Fahrgastströme zu den Stoßzeiten. Durch Taktverschiebungen im Morgen- bzw. Nachmittagsverkehr können Anschlusszeiten der stärker benutzten Richtung zu Lasten des schwächeren Verkehrsstroms verbessert werden, das erfordert allerdings ein Abweichen von festen Symmetrieminuten.

## Abweichende Systeme

### Die „springende“ Symmetrieminute
Oft finden sich auf eingleisigen Strecken die Züge um einige Minuten zeitversetzt im Kreuzungsbahnhof ein. Auch kann es vorkommen, dass ein Streckenabschnitt in einer Richtung schneller befahren wird als in der anderen. Das hat zur Folge, dass nur der eine Streckenteil die übliche Symmetriezeit hat, der andere Teil dagegen eine um mehrere Minuten verschobene.

### Größere Abweichungen
Auf einzelnen Bahnstrecken bestehen größere Abweichungen, beispielsweise bei der Heidekrautbahn bei Berlin, der Oberwesterwaldbahn von Limburg nach Au (Sieg), der Rhönbahn zwischen Fulda und Gersfeld oder der Bayerischen Oberlandbahn.
Die Linie S1 der S-Bahn Salzburg weist eine Symmetrieminute von 52½ auf. Folge hiervon ist, dass die Umsteigezeiten am Salzburger Hauptbahnhof auf andere Linien in der einen Richtung um ca. 13 Minuten länger sind als in der Gegenrichtung. Die Ankunftszeit der Linie ist die Minute 45 (bzw. 15) und entspricht damit üblichen Ankunftszeiten an Knotenbahnhöfen, die Abfahrtszeit ist gleich der mit einer Symmetrieminute 58½ angestrebten Zeit zur vollen Stunde (dadurch entstehen allerdings knappe Anschlüsse zu einigen IC/ÖEC/Nahverkehrslinien). Insgesamt gesehen hat diese größere Abweichung zur üblichen Symmetriezeit nur geringe Auswirkungen – beispielsweise wird die S3 in einer Richtung verpasst.
Im gesamten Hamburger Schnellbahnnetz (S-Bahn, U-Bahn und teilweise AKN Eisenbahn) liegt die Symmetrieminute mit wenigen Ausnahmen bei wenigen Sekunden nach Minute 31.
Bei der Regio-S-Bahn Bremen/Niedersachsen weicht Linie RS2 insbesondere nördlich von Bremen Hbf von der üblichen Symmetrieminute ab: Züge in Nordrichtung erreichen Bremen Hbf um :27 und fahren um :40 weiter, Züge in Südrichtung fahren im Hauptbahnhof jedoch um :30 ein und verlassen ihn um :33. Die Symmetrieminute des Südabschnitts liegt somit bei 00 und 30, während sie beim Nordabschnitts (unter Beachtung der weiteren Stationen) bei 04 und 34 liegt. Die RS1 fährt auf dem auch von der RS2 verwendeten Streckenabschnitt beispielsweise in beide Richtungen 6 Minuten vor der RS2 im Hauptbahnhof ein bzw. ab, sodass ein Umstieg von der RS1 in die RS2 unabhängig von der Richtung möglich ist, auf dem jeweiligen Rückweg jedoch nicht.

### Geringere Abweichungen: S-Bahn München
Auf der Stammstrecke der Münchner S-Bahn liegt die Symmetriezeit zwei Minuten später als üblich, also eine halbe Minute nach :00. Die folgende vereinfachte Darstellung ist eine „Momentaufnahme“ eines solchen Zeitpunktes, aufgrund des 20-Minuten-Taktes ebenso zu den Minuten 20,5 und 40,5 gültig.
S3 –(S2)– S4 – S1 – S8 –(S3)– S2 – S6 – S7 –(S8) (in Klammern Verstärkerzüge)
Von links nach rechts, also von West nach Ost: Die Züge der S3 begegnen sich soeben etwa an der Donnersbergerbrücke, an der Hackerbrücke ist zeitgleich (im Berufsverkehr) Kreuzung der Verdichterzüge der S2, zwischen Hauptbahnhof und Karlsplatz treffen sich die Züge der S4. Gleichzeitig begegnen sich etwa am Marienplatz die Züge der S1, am Isartor der S8.
Jeweils um zehn Minuten versetzt gilt dies entsprechend für die anderen fünf Trassen.

## Innerstädtischer Nahverkehr
| Ankunft Hinfahrt | Abfahrt Gegenrichtung |
| ---------------- | --------------------- |
| Min:Sek          |                       |
| 0:00             | 0:00                  |
| 0:20             | 9:40                  |
| 0:40             | 9:20                  |
| 1:00             | 9:00                  |
| 1:20             | 8:40                  |
| 1:40             | 8:20                  |
| 2:00             | 8:00                  |
| …                | …                     |

Auch innerstädtische Nahverkehrsnetze besitzen häufig eine einheitliche Symmetriezeit. Dies gilt besonders für Nachtnetze und moderne Stadtbussysteme in kleineren Städten.
Auch alle U-Bahn-Linien in München (von einigen Ausnahmen im Berufsverkehr, sowie generell U4 und U6, abgesehen) und auch die meisten Straßenbahnlinien haben eine einheitliche Symmetrieminute. Zum Fahrplanwechsel am 15. Dezember 2013 wurde diese umgestellt auf Nullsymmetrie. Daraus ergeben sich Begegnungen zur Minute 0:00 (20-Minuten-Takt) bzw. zusätzlich 5:00 (10-Minuten-Takt), was sich am gleichzeitigen Abfahren an bestimmten Haltestellen in beide Richtungen beobachten lässt: beispielsweise Heimeranplatz und Max-Weber-Platz auf der U5, Kolumbusplatz und Hauptbahnhof auf der U1 (außer im morgendlichen Berufsverkehr), Fraunhoferstraße auf der U2, Implerstraße auf der U3, Scheidplatz gleichzeitig auf U2 und U3.
Analog zum Stundentakt ergibt sich für den 10-Minuten-Takt in München nebenstehende Tabelle. Die Summe ist in jeder Zeile 0 bzw. 10; durch Abrundung in den aushängenden Fahrplänen kann sich – nur scheinbar – die Summe 9 ergeben.
Andere Städte wie beispielsweise Braunschweig, Chemnitz, Halle (Saale), Hannover, Linz (Donau) hingegen orientieren sich diesbezüglich am Eisenbahnverkehr und haben die Symmetriezeit folglich bei 3:30 bzw. 8:30, wenn auch Abweichungen hier wegen des dichteren Taktes nicht so sehr ins Gewicht fallen.
Auf innerstädtischen Straßenbahn- und Busnetzen gibt es aus Gründen der Optimierung immer häufiger Umlaufverbünde, auch mit mehr als zwei Linien, so z. B. in Kassel und Nürnberg. Durch die Technik der Matrixanzeige von Linie und Ziel wird dies begünstigt, da das früher nötige aufwändige Wechseln von Zuglaufschildern entfällt.